# Maurupt-le-Montois
Maurupt-le-Montois ist eine französische Gemeinde mit 534 Einwohnern (Stand: 1. Januar 2022) im Département Marne in der Region Grand Est. Sie gehört zum Arrondissement Vitry-le-François und ist Mitglied im Gemeindeverband Communauté d’agglomération du Grand Saint-Dizier, Der et Vallées. Die Bewohner werden Mauruptois und Mauruptoises genannt.
Nachbargemeinden sind: Pargny-sur-Saulx, Cheminon, Trois-Fontaines-l’Abbaye, Saint-Vrain, Scrupt, Saint-Lumier-la-Populeuse, Bignicourt-sur-Saulx und Étrepy.

## Geschichte
Die Gemeinde wurde im Ersten Weltkrieg zu 90 % zerstört.

## Bevölkerungsentwicklung
| Jahr                       | 1962 | 1968 | 1975 | 1982 | 1990 | 1999 | 2006 | 2012 | 2018 |
| -------------------------- | ---- | ---- | ---- | ---- | ---- | ---- | ---- | ---- | ---- |
| Einwohner                  | 676  | 650  | 571  | 600  | 605  | 556  | 566  | 568  | 586  |
| Quellen: Cassini und INSEE |      |      |      |      |      |      |      |      |      |

## Sehenswürdigkeiten
- Himmelfahrtskirche
- Lavoir (Waschhaus)